# 고원섭
고원섭(高元燮, ? ~ ?)은 일제강점기와 대한민국의 언론인이다.

## 생애
생몰년이나 출생지 등 구체적인 신상에 대한 자료는 거의 남아 있지 않다. 1941년 2월부터 1944년 10월까지 잡지 《조광(朝光)》에 일본의 침략 전쟁과 대동아 공영권을 찬양하는 글, 모략전(謀略戰)과 비밀전(秘密戰)의 중요성을 강조하는 글, 생산력 확충과 증산(增産)에 매진할 것을 주장하는 글을 게재했으며, 이러한 경력 때문에 민족문제연구소의 친일인명사전 수록자 명단의 교육/학술 부문에 포함되었다.
광복 이후인 1946년 8월부터 1948년 12월까지 잡지 《신천지(新天地)》와 《개벽(開闢)》에 여러 기고문을 게재했으며, 1949년 4월 일제 강점기 당시에 활동했던 주요 친일 인사들의 행적을 기록한 저서 《반민자죄상기(反民者罪狀記)》를 집필했다.

## 주요 기고문
- 〈궤멸(潰滅)하는 적 근거지(敵根據地)〉 (조광, 1942년 2월)
- 〈사상전(思想戰) · 모략전(謀略戰) · 스파이〉 (조광, 1942년 6월)
- 〈전시생활재편성특집(戰時生活再編成特輯) : 총력전하(總力戰下)의 생활윤리(生活倫理)〉 (조광, 1943년 1월)
- 〈일미생산전(日米生産戰)〉 (조광, 1943년 2월)
- 〈무형(無形)의 마수(魔手) : 제4전장의 협위(脅威)〉 (조광, 1943년 5월)
- 〈미군총반공(米軍總反攻)의 이면(裏面)〉 (조광, 1943년 11월)
- 〈이완용(李完用)의 후손(後孫)들〉 (신천지, 1946년 8월)
- 〈거리의 정보실(情報室) - 이 풍진(風塵) 세상(世上)〉 (신천지, 1947년 2월)
- 〈거리의 정보실(情報室) - 거처불명(去處不明)의 600만원(萬圓) - 탄식(嘆息)하는 임청 일행(林淸 一行)〉 (신천지, 1947년 8월)
- 〈거리의 정보실(情報室) - 무역풍(貿易風)에 들뜬 물새들〉 (신천지, 1947년 10월)
- 〈경마(競馬)에 우짖는 인생(人生)들〉 (개벽, 1948년 1월)
- 〈신판(新版) '삼국지(三國志)' 기대(期代)〉 (개벽, 1948년 8월)
- 〈거리의 정보실(情報室) - 개방(開放)된 사랑의 금렵구(禁獵區)〉 (신천지, 1948년 10월)
- 〈헤엄치는 오리(汚吏)들〉 (개벽, 1948년 12월)

## 참고자료
- 민족문제연구소 (2009). 〈고원섭〉. 《친일인명사전 1 (ㄱ ~ ㅂ)》. 서울. 154 ~ 155쪽.